# Wadai

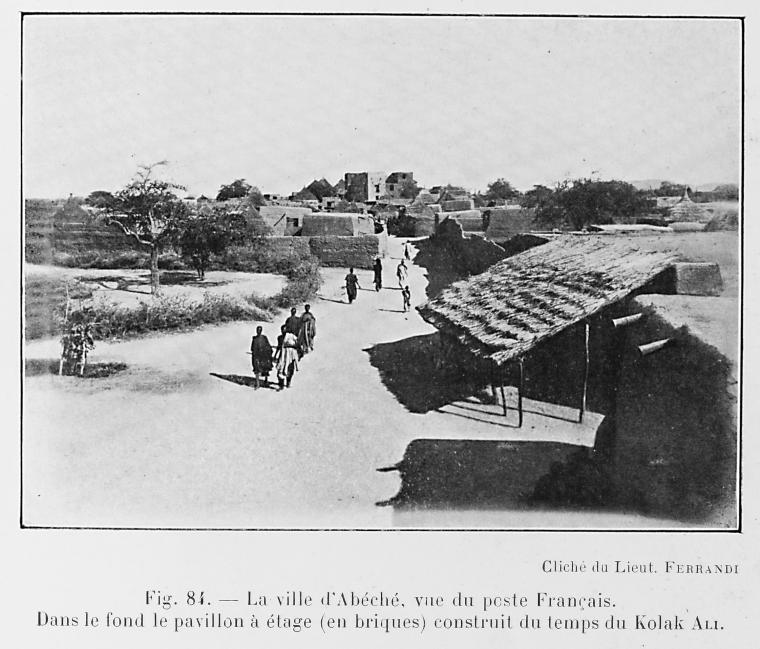
Vy över Abéché, med byggnader uppförda av den siste sultanen av Wadai, Ali Kolak. Bilden är tagen omkring 1918.

Wadai var ett icke-muslimskt kungadöme som växte fram som en förgrening till Darfur, nordost om Bagirmi på 1500-talet. Tidigt under 1600-talet invaderades Wadai från öster av Abd al Karim som störtade den regerande Tunjurgruppen. Abd al Karim skapade en dynasti och sultanat som fortlevde fram till fransmännens ankomst. Under en stor del av 1700-talet motsatte sig Wadai en återförening med Darfur.
Omkring 1800, under Sabuns styre, började sultanatet Wadai att utöka sin makt. En ny handelsled i norr, via Ennedi, Al Kufrah och Benghazi, upptäcktes och Sabun utrustade sina kungliga karavaner för att kunna dra fördel av leden. Han började att prägla egna mynt och importerade ringbrynjor, vapen och militära rådgivare från Nordafrika. Sabuns efterträdare var mindre kompetenta och Darfur drog nytta av en omtvistad politisk tillsättning 1838 genom att tillsätta sin egen kandidat vid makten i Wadais huvudstad Wara. Taktiken fick dock ett bakslag när kandidaten, Muhammad Sharif, motsade sig Darfurs inflytande och bestämde sin egen auktoritet. Då han gjorde det blev han accepterad av Wadais olika grupper och blev Wadais mest duglige regent.
Sharif ledde militära fälttåg till väster om Bornu och införde senare Wadais hegemoni över Bagirmi och kungadömen så långt bort som vid floden Chari. I Mecka had Sharif mött grundaren av det Sanusiyyaislamiska brödraskapet, en rörelse som var stark bland invånarna i Cyrenaica (i nuvarande Libyen) och vad som skulle komma att bli en dominerande politisk kraft och källa till motstånd mot den franska koloniseringen. Det militäriska Wadai gjorde motstånd mot koloniseringen ända in i 1900-talet.